# Landesparlament
Landesparlament ist der Sammelbegriff für die Parlamente der Länder der Bundesrepublik Deutschland. Im Grundgesetz (Art. 28, Art. 54 Abs. 3 GG) werden die Landesparlamente allgemein als Volksvertretungen der Länder bezeichnet.
In den Flächenländern heißt das Landesparlament Landtag. Die Zusammensetzung der Landtage wird in Landtagswahlen festgelegt, die Wahlperiode liegt bei fünf Jahren (im Stadtstaat Bremen bei nur vier Jahren). In den Stadtstaaten existieren statt Landtag andere Bezeichnungen: Abgeordnetenhaus in Berlin und Bürgerschaft in Bremen und Hamburg. Der gewählte Abgeordnete eines Landesparlamentes wird als Mitglied des Landtages (MdL) bzw. Mitglied des Abgeordnetenhauses (MdA), der Bremischen Bürgerschaft (MdBB) oder der Hamburgischen Bürgerschaft (MdHB) bezeichnet.

## Hierarchie und Aufgaben
Konstitutionell ist die Bundesrepublik Deutschland ein Bund der deutschen Länder, an den sie freiwillig Kompetenzen abgetreten haben. Die Landesparlamente sind daher Ausdruck des deutschen Föderalismus und bewahren die Tradition der regionalen Gesetzgebungskompetenz. Allerdings darf ein Landesparlament nicht in die Gesetzgebung des Bundes eingreifen.
Hauptaufgaben des Landesparlaments sind die Kontrolle der Landesregierung, der Erlass von Landesgesetzen und die Gestaltung und Freigabe des Landeshaushaltes.

## Landesparlamente in Deutschland
| Bundesland             | Volksvertretung                  | Letzte Wahl        | Legislatur- periode | Nächste Wahl (voraussichtlich) |
| ---------------------- | -------------------------------- | ------------------ | ------------------- | ------------------------------ |
| Baden-Württemberg      | Landtag von Baden-Württemberg    | 14. März 2021      | 17.                 | Frühjahr 2026                  |
| Bayern                 | Bayerischer Landtag              | 8. Oktober 2023    | 19.                 | Herbst 2028                    |
| Berlin                 | Abgeordnetenhaus von Berlin      | 12. Februar 2023   | 19.                 | Herbst 2026                    |
| Brandenburg            | Landtag Brandenburg              | 22. September 2024 | 08.                 | Herbst 2029                    |
| Bremen                 | Bremische Bürgerschaft           | 14. Mai 2023       | 21.                 | Frühjahr 2027                  |
| Hamburg                | Hamburgische Bürgerschaft        | 2. März 2025       | 23.                 | Frühjahr 2030                  |
| Hessen                 | Hessischer Landtag               | 8. Oktober 2023    | 21.                 | Herbst 2028                    |
| Mecklenburg-Vorpommern | Landtag Mecklenburg-Vorpommern   | 26. September 2021 | 08.                 | Herbst 2026                    |
| Niedersachsen          | Niedersächsischer Landtag        | 9. Oktober 2022    | 19.                 | Herbst 2027                    |
| Nordrhein-Westfalen    | Landtag Nordrhein-Westfalen      | 15. Mai 2022       | 18.                 | Frühjahr 2027                  |
| Rheinland-Pfalz        | Landtag Rheinland-Pfalz          | 14. März 2021      | 18.                 | Frühjahr 2026                  |
| Saarland               | Landtag des Saarlandes           | 27. März 2022      | 17.                 | Frühjahr 2027                  |
| Sachsen                | Sächsischer Landtag              | 1. September 2024  | 08.                 | 2029                           |
| Sachsen-Anhalt         | Landtag von Sachsen-Anhalt       | 6. Juni 2021       | 08.                 | Frühjahr 2026                  |
| Schleswig-Holstein     | Schleswig-Holsteinischer Landtag | 8. Mai 2022        | 20.                 | Frühjahr 2027                  |
| Thüringen              | Thüringer Landtag                | 1. September 2024  | 08.                 | 2029                           |

Die Dauer einer Legislaturperiode beträgt in Bremen vier Jahre, in allen anderen Landesparlamenten fünf Jahre.

## Wahlen

### Wahlmodus
Der Wahlmodus hängt im Einzelnen vom jeweiligen Land ab. Alle Landeswahlgesetze sehen jedoch (im Wesentlichen) ein Verhältniswahlsystem vor.
Das Land Bremen ist in zwei Wahlbereiche (Stadtgemeinden Bremen und Bremerhaven) aufgeteilt, auf die die Fünf-Prozent-Hürde getrennt Anwendung findet und zwischen denen kein Verhältnisausgleich stattfindet. In Bayern bildet jeder Regierungsbezirk einen Wahlkreis, der seinerseits in Stimmkreise unterteilt ist; die Ergebnisse der Wahlkreise werden dabei nicht miteinander verrechnet, auch wenn die Fünf-Prozent-Hürde landesweit berechnet wird.
Jedes Land ist in Wahlkreise (nicht identisch mit den Landkreisen) eingeteilt, und diese Wahlkreise wiederum in Stimmbezirke, die über jeweils ein Wahllokal verfügen.
Außer in Bremen, Hamburg und dem Saarland wird in jedem Wahlkreis ein Abgeordneter direkt in den Landtag gewählt. Daneben gibt es noch die Landesliste einer jeden Partei, von welcher Abgeordnete in den Landtag gelangen, wenn eine Partei mehr im prozentualen Gesamtergebnis beteiligt ist als durch ihre gewonnenen Direktmandate bereits reflektiert ist (siehe auch: Überhang- und Ausgleichsmandat). In Berlin kann jede Partei entscheiden, ob sie mit einer Landesliste oder mit Bezirkslisten antritt.
Bei den Landtagswahlen in Baden-Württemberg entschied sich der Wähler bis 2021 mit einer Stimme sowohl für einen Kandidaten als auch dessen Landesliste, wobei die Liste nach den Stimmergebnissen der Kandidaten in ihren Wahlkreisen gebildet wurde. Zur Landtagswahl 2026 wurde ein Zwei-Stimmen-Wahlrecht nach Vorbild des Bundestagswahlrechts eingeführt. Im Saarland gibt es eine reine Listenwahl. In den anderen Bundesländern gibt es wie bei der Bundestagswahl zwei separate Stimmen für Direktmandat und Landesliste, wobei in Bayern Erst- und Zweitstimmen für die Berechnung der Sitzverteilung zusammengezählt werden.
Ein Volksentscheid vom 14. Juni 2004 in Hamburg führte in der Hansestadt zur Ablösung der reinen Listenwahl durch ein neues Wahlsystem. Es wurde erstmals bei der Bürgerschaftswahl am 24. Februar 2008 verwendet, gibt den Wählern mehr Einfluss auf die personelle Zusammensetzung der Bürgerschaft und beinhaltet eingeschränkt offene Listen in Mehrmandatswahlkreisen.
Das Wahlrecht in Bremen sieht für die beiden Wahlbereiche Bremen und Bremerhaven jeweils die Möglichkeit vor, fünf Stimmen auf die Listen für den Wahlbereich oder konkrete Kandidierende zu verteilen.
| Land                   | Wahlperiode in Jahren | Wahlalter aktiv/ passiv | Wahlsystem                       | Listenform  | Stimmenzahl | Mandate (davon in Wahlkreisen) | Sperrklausel                       | Grundmandatsklausel | Ausgleichsmandate                | Sitzzuteilungsverfahren |
| ---------------------- | --------------------- | ----------------------- | -------------------------------- | ----------- | ----------- | ------------------------------ | ---------------------------------- | ------------------- | -------------------------------- | ----------------------- |
| Baden-Württemberg      | 5                     | 16/18                   | Personalisierte Verhältniswahl   | geschlossen | 02          | 120 (70)                       | landesweit                         | nein                | ja                               | Sainte-Laguë            |
| Bayern                 | 5                     | 18/18                   | Personalisierte Verhältniswahl   | offen       | 02          | 180 (91)                       | landesweit                         | nein                | getrennt nach Regierungsbezirken | Sainte-Laguë            |
| Berlin                 | 5                     | 18/18                   | Personalisierte Verhältniswahl   | geschlossen | 02          | 130 (78)                       | landesweit inkl. ungültige         | ein Mandat          | ja                               | Hare/Niemeyer           |
| Brandenburg            | 5                     | 16/18                   | Personalisierte Verhältniswahl   | geschlossen | 02          | 088 (44)                       | landesweit; nicht für Sorben       | ein Mandat          | ja                               | Hare/Niemeyer           |
| Bremen                 | 4                     | 16/18                   | Verhältniswahl m. offenen Listen | offen       | 05          | 083 (0)                        | getrennt in Bremen und Bremerhaven | –                   | –                                | Sainte-Laguë            |
| Hamburg                | 5                     | 16/18                   | Verhältniswahl m. offenen Listen | offen       | 10          | 121 (71)                       | landesweit                         | nein                | ja                               | Sainte-Laguë            |
| Hessen                 | 5                     | 18/18                   | Personalisierte Verhältniswahl   | geschlossen | 02          | 110 (55)                       | landesweit                         | nein                | ja                               | Hare/Niemeyer           |
| Mecklenburg-Vorpommern | 5                     | 18/18                   | Personalisierte Verhältniswahl   | geschlossen | 02          | 071 (36)                       | landesweit                         | nein                | ja                               | Hare/Niemeyer           |
| Niedersachsen          | 5                     | 18/18                   | Personalisierte Verhältniswahl   | geschlossen | 02          | 135 (87)                       | landesweit                         | nein                | ja                               | d’Hondt                 |
| Nordrhein-Westfalen    | 5                     | 18/18                   | Personalisierte Verhältniswahl   | geschlossen | 02          | 181 (128)                      | landesweit                         | nein                | ja                               | Sainte-Laguë            |
| Rheinland-Pfalz        | 5                     | 18/18                   | Personalisierte Verhältniswahl   | geschlossen | 02          | 101 (51)                       | landesweit                         | nein                | ja                               | Sainte-Laguë            |
| Saarland               | 5                     | 18/18                   | Verhältniswahl                   | geschlossen | 01          | 051 (0)                        | landesweit                         | –                   | –                                | d’Hondt                 |
| Sachsen                | 5                     | 18/18                   | Personalisierte Verhältniswahl   | geschlossen | 02          | 120 (60)                       | landesweit                         | zwei Mandate        | ja                               | Sainte-Laguë            |
| Sachsen-Anhalt         | 5                     | 18/18                   | Personalisierte Verhältniswahl   | geschlossen | 02          | 091 (45)                       | landesweit                         | nein                | ja                               | Hare/Niemeyer           |
| Schleswig-Holstein     | 5                     | 16/18                   | Personalisierte Verhältniswahl   | geschlossen | 02          | 069 (35)                       | landesweit; nicht für SSW          | ein Mandat          | ja                               | Sainte-Laguë            |
| Thüringen              | 5                     | 18/18                   | Personalisierte Verhältniswahl   | geschlossen | 02          | 088 (44)                       | landesweit                         | nein                | ja                               | Hare/Niemeyer           |

### Wahlergebnisse

Stärkste und zweitstärkste Parteien in den Landesparlamenten. Die Farbe des Landes entspricht jeweils der Farbe der stärksten Partei der letzten Wahl, die Farbe des Punktes der zweitstärksten (Stand September 2024).

| CDU CSU SPD | Grüne FW AfD |

#### Letzte Landtagswahlergebnisse
Die Tabelle listet die prozentualen Anteile an den gültigen Stimmen, die für die landesweite proportionale Verteilung der Mandate ausschlaggebend sind (z. B. Landesstimmen oder Zweitstimmen). Gelistet sind alle Ergebnisse, die 1 Prozent überschreiten, sowie alle Ergebnisse von Parteien, die im Bundesdurchschnitt mindestens 0,5 Prozent oder in mindestens vier Ländern 1 Prozent erreichten. Wahlergebnisse, die zum Überschreiten einer Sperrklausel führten, sind fettgedruckt.
|  | Baden-Württemberg |

|  | Bayern |

|  | Berlin |

|  | Brandenburg |

|  | Bremen |

|  | Hamburg |

|  | Hessen |

|  | Mecklenburg-Vorpommern |

|  | Niedersachsen |

|  | Nordrhein-Westfalen |

|  | Rheinland-Pfalz |

|  | Saarland |

|  | Sachsen |

|  | Sachsen-Anhalt |

|  | Schleswig-Holstein |

|  | Thüringen |

### Wahltermine
Die Wahltermine werden vom Landtag oder vom Landesinnenministerium festgelegt. Dafür gibt es bei regulären Neuwahlen ein vorgegebenes Zeitfenster. Für vorgezogene Neuwahlen wird ein Beschluss des Landtages, des Landtagspräsidenten oder des Ministerpräsidenten auf Auflösung des Landtages bzw. vorzeitige Beendigung der Wahlperiode benötigt. Gewählt wird regelmäßig an einem Sonntag; häufig sehen die Wahlgesetze auch allgemeine Feiertage als Möglichkeit vor.

#### Kritik an Wahlterminen
Vereinzelt wird Kritik an der Anzahl der Wahltermine in Deutschland und der Dauer der Wahlperioden laut, da der Bundesrat in einem hohen Maß auch an der Gestaltung der Bundespolitik beteiligt ist. Häufige Wahlen führen in den Augen der Kritiker zu einem Dauerwahlkampf, der die Politik lahmlege. Als Lösung wurde häufig gefordert, die Wahlperioden zu verlängern. Inzwischen gibt es in allen Bundesländern mit Ausnahme Bremens eine fünfjährige Wahlperiode, lediglich dort wird alle vier Jahre gewählt. Ein anderer Vorschlag ist die Gleichtaktung der Wahltermine aller deutschen Länder mit außerplanmäßigen Wahlterminen nur bei Koalitionsbrüchen. Dies würde zu verkürzten Wahlperioden in den betroffenen Ländern führen, die nur bis zum nächsten Takt reichen würden. Dazu müsste der verfassungsmäßige Status der Länder geändert werden. Man spricht hier von der horizontal simultanen Variante der Wahlterminierung innerhalb eines Mehrebenensystems, während derzeit auf beiden Ebenen konsekutiv gewählt wird.
Derzeit wird in folgenden Ländern zumindest annähernd gleichzeitig gewählt:
- Baden-Württemberg, Rheinland-Pfalz und Sachsen-Anhalt (März der durch fünf mit Rest eins teilbaren Jahre: 2021, 2026, …)
- Berlin und Mecklenburg-Vorpommern (September der durch fünf mit Rest eins teilbaren Jahre: 2021, 2026, …)
- Bayern und Hessen (September der durch fünf mit Rest drei teilbaren Jahre: 2023, 2028, …)
- Brandenburg, Sachsen und Thüringen (August bzw. September der durch fünf mit Rest vier teilbaren Jahre: 2019, 2024, …)
- Nordrhein-Westfalen, Saarland und Schleswig-Holstein (Frühjahr der durch fünf mit Rest zwei teilbaren Jahre: 2022, 2027, …)

## Statistiken deutscher Landesparlamente

### Aktuelle Sitzverteilungen
Folgende Übersicht listet die Anzahl der Abgeordneten pro Fraktion bzw. Gruppe und die fraktionslosen Abgeordneten nach Partei auf.
|  | Baden-Württemberg |

|  | Bayern |

|  | Berlin |

|  | Brandenburg |

|  | Bremen |

|  | Hamburg |

|  | Hessen |

|  | Mecklenburg-Vorpommern |

|  | Niedersachsen |

|  | Nordrhein-Westfalen |

|  | Rheinland-Pfalz |

|  | Saarland |

|  | Sachsen |

|  | Sachsen-Anhalt |

|  | Schleswig-Holstein |

|  | Thüringen |

Die Sitzanzahlen der Parteien mit den jeweils meisten Sitzen sind fett geschrieben. Parteien, die an der Landesregierung beteiligt sind, sind durch grauen Hintergrund hervorgehoben. Die Sitzanzahlen geschäftsführender Regierungsparteien sind kursiv geschrieben.

### Frauenanteil
Die folgende Liste zeigt die Anteile der weiblichen Landtagsabgeordneten in den einzelnen Landesparlamenten (vergleiche Entwicklung ab 2015):
| Land                   | Stand     | Anteil | siehe auch: Abschnitt im Hauptartikel des Parlaments |
| ---------------------- | --------- | ------ | ---------------------------------------------------- |
| Baden-Württemberg      | Mai 2023  | 29,9 % |                                                      |
| Bayern                 | Mai 2023  | 27,3 % | Frauenanteil im Bayerischen Landtag                  |
| Berlin                 | Mai 2023  | 37,7 % |                                                      |
| Brandenburg            | Mai 2023  | 31,8 % |                                                      |
| Bremen                 | Juli 2023 | 37,9 % |                                                      |
| Hamburg                | Mai 2023  | 43,9 % |                                                      |
| Hessen                 | Mai 2023  | 34,3 % |                                                      |
| Mecklenburg-Vorpommern | Mai 2023  | 36,7 % |                                                      |
| Niedersachsen          | Mai 2023  | 34,2 % |                                                      |
| Nordrhein-Westfalen    | Mai 2023  | 33,8 % | Frauenanteil im Landtag Nordrhein-Westfalen          |
| Rheinland-Pfalz        | Mai 2023  | 31,7 % |                                                      |
| Saarland               | Mai 2023  | 37,3 % |                                                      |
| Sachsen                | Okt. 2024 | 27,5 % |                                                      |
| Sachsen-Anhalt         | Mai 2023  | 27,8 % |                                                      |
| Schleswig-Holstein     | Mai 2023  | 37,7 % |                                                      |
| Thüringen              | Okt. 2024 | 31,8 % |                                                      |

## Alterspräsident
Der Alterspräsident ist der in der Regel an Lebensjahren älteste Teilnehmer einer Versammlung, insbesondere eines Parlaments. Seine hauptsächliche Funktion besteht darin, die erste Sitzung (Konstituierende Sitzung) des Gremiums so lange zu leiten, bis ein Vorsitzender oder Präsident gewählt worden ist. Abweichend vom lebensältesten Mitglied kann der Alterspräsident auch das dienstälteste Mitglied sein, also das Mitglied mit der längsten (ununterbrochenen) Mitgliedschaft; dies ist beispielsweise in den Landtagen von Sachsen-Anhalt und Schleswig-Holstein.